# Sneddon-Nunatakker
Die Sneddon-Nunatakker sind eine Gruppe von Nunatakkern an der Saunders-Küste des westantarktischen Marie-Byrd-Lands. Sie liegen 17,5 km ostsüdöstlich der Scott-Nunatakker am nördlichen Ende der Alexandra Mountains und überragen auf der Nordseite der Edward-VII-Halbinsel das Swinburne-Schelfeis und die Sulzberger Bay.
Die Nunatakker sind erstmals auf Kartenmaterial verzeichnet, das im Zuge der ersten Antarktisexpedition (1928–1930) des US-amerikanischen Polarforschers Richard Evelyn Byrd entstand. Das Advisory Committee on Antarctic Names benannte sie 1970 nach Donald L. Sneddon, Elektrotechniker auf der Byrd-Station im antarktischen Winter 1967.